# Клименко, Игорь Владимирович
Игорь Владимирович Клименко (укр. Ігор Володимирович Клименко; род. 25 октября 1972, Киев, Украинская ССР, СССР) — государственный украинский деятель, министр внутренних дел Украины с 7 февраля 2023 года (исполнял обязанности с 18 января по 7 февраля), с 2019 по 2023 год — глава Национальной полиции Украины. Генерал полиции 1-го ранга (2021), доктор психологических наук (2019).

## Биография
Родился 25 октября 1972 года в Киеве. Окончил Харьковский военный университет (1994), заочно — Одесский университет по специальности «Психология», магистратуру Днепропетровского университета внутренних дел. В 2013 году защитил кандидатскую диссертацию по психологии, в 2019 году
В 1994—1997 годах Клименко служил в армии, с 1998 года служит в органах внутренних дел. С декабря 2001 по март 2002 года был специальным сотрудником Специального миротворческого центра при МВД Украины, в марте — июне 2002 года проходил службу в составе оперативного взвода специального миротворческого подразделения в Югославии.
С 1998 по 2004 год проходил службу в органах внутренних дел на должностях психолога, начальника отделения центра практической психологии УМВД в Харьковской области, начальника центра практической психологии Департамента кадрового обеспечения МВД Украины.
В 2011 году занимал должность заместителя начальника, а потом и начальника управления инспекции по личному составу ГКС МВД Украины. С декабря 2011 по март 2014 года — начальник управления профессиональной подготовки и образования ГКЗ МВД.
В 2015 году возглавил департамент кадрового обеспечения Национальной полиции, в 2017 году был назначен заместителем главы этого ведомства, в 2019 году — главой Национальной полиции.
18 января 2023 года, после гибели Дениса Монастырского при крушении вертолёта, Клименко был назначен заместителем Министра внутренних дел и исполняющим обязанности министра. 7 февраля того же года он стал министром внутренних дел.
16 июля 2025 года правительство Дениса Шмыгаля был отправлено в отставку. 17 июля 2025 года стало известно, что в новом правительстве Юлии Свириденко, министр Клименко сохранил свою должность.

## Звания
- Генерал полиции 3-го ранга (2017)[7]
- Генерал полиции 2-го ранга (2020)[8]
- Генерал полиции 1-го ранга (2021)[9]